# Villisca
Villisca es una ciudad ubicada en el condado de Montgomery en el estado estadounidense de Iowa. En el Censo de 2010 tenía una población de 1252 habitantes y una densidad poblacional de 254,02 personas por km². La localidad es conocida por los asesinatos de Villisca, acontecido en 1912.

## Geografía
Villisca se encuentra ubicada en las coordenadas 40°55′47″N 94°58′55″O / 40.92972, -94.98194. Según la Oficina del Censo de los Estados Unidos, Villisca tiene una superficie total de 4.93 km², de la cual 4.93 km² corresponden a tierra firme y (0%) 0 km² es agua.

## Demografía
Según el censo de 2010, había 1252 personas residiendo en Villisca. La densidad de población era de 254,02 hab./km². De los 1252 habitantes, Villisca estaba compuesto por el 97.44% blancos, el 0.16% eran afroamericanos, el 0.88% eran amerindios, el 0.16% eran asiáticos, el 0.24% eran isleños del Pacífico, el 0.64% eran de otras razas y el 0.48% pertenecían a dos o más razas. Del total de la población el 2.96% eran hispanos o latinos de cualquier raza.